# Samtgemeinde Oldendorf

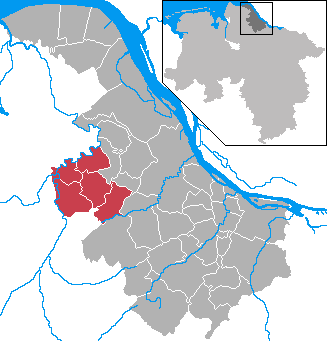
Lage der Samtgemeinde im Landkreis Stade

Die Samtgemeinde Oldendorf war ein Gemeindeverband im Landkreis Stade.

## Geschichte
Die Samtgemeinde wurde mit der Gemeindereform zum Juli 1972 mit den Mitgliedsgemeinden Burweg, Estorf, Heinbockel, Kranenburg und Oldendorf gebildet.
Zum 1. Januar 2014 schloss sie sich mit der Samtgemeinde Himmelpforten zur neuen Samtgemeinde Oldendorf-Himmelpforten zusammen.

### Einwohnerentwicklung
|  |

(jeweils zum 31. Dezember)

## Politik

### Samtgemeinderat
| Jahr | CDU | SPD | UWG/FWG | Grüne |
| ---- | --- | --- | ------- | ----- |
| 2006 | 7   | 4   | 8       | 1     |
| 2011 | 6   | 5   | 7       | 1     |

### Samtgemeindebürgermeister
Bei der letzten Bürgermeisterwahl konnte sich der parteilose Kandidat und ausgebildete Diplom-Verwaltungs- und Betriebswirt Thomas Scharbatke gegen Hans Willi Heinsohn von der Wählergemeinschaft durchsetzen. Scharbatke wurde bei der Wahl von CDU, SPD und Grünen unterstützt. Seine Amtszeit endete am 31. Dezember 2013.
Wahlergebnis:
Wahlbeteiligung: 70,5 %
| Kandidat            | Partei    | Stimmen | Stimmen in Prozent |
| ------------------- | --------- | ------- | ------------------ |
| Thomas Scharbatke   | parteilos | 2.457   | 60,56 %            |
| Hans Willi Heinsohn | WG        | 1.600   | 39,44 %            |

### Partnerschaften
Seit dem 8. Juli 2005 besteht eine Partnerschaft der Samtgemeinde mit der polnischen Landgemeinde Puck an der Ostsee.

### Wappen
Blasonierung: „Von Gold über Grün geteilt; oben ein schwarzes durchgehendes Stabkreuz, unten eine goldene Urne.“
Das Kreuz findet sich ähnlich im Wappen der Gemeinde Oldendorf und symbolisiert die Sankt-Martinskirche in Oldendorf. Die Urne ist dem Wappen der Gemeinde Heinbockel entlehnt und steht für die frühgeschichtlichen Funde, die in der Samtgemeinde gemacht wurden.